# Jakob von Aichenegg
Jakob von Aichenegg, též Jacob Aicher von Aichenegg (13. července 1809 Winklern – 7. července 1877 Vídeň), byl rakouský právník a politik německé národnosti z Korutan, během revolučního roku 1848 poslanec Frankfurtského parlamentu, v 60. letech 19. století poslanec rakouské Říšské rady.

## Biografie
Od roku 1826 studoval práva na Vídeňské univerzitě, kde získal titul doktora práv. V letech 1844–1866 působil jako soudní advokát a notář ve Vídni.
Během revolučního roku 1848 se zapojil do politiky a byl zvolen do celoněmeckého Frankfurtského parlamentu. Zde zasedal od května do července 1848. Nepatřil k žádné sněmovní frakci, ale hlasoval většinou s liberálním levým středem.
Počátkem 60. let se opět zapojil do vysoké politiky. V zemských volbách v roce 1863 byl zvolen na Korutanský zemský sněm za kurii městskou a obchodních a živnostenských komor. Na sněmu zasedal do roku 1866. Působil také coby poslanec Říšské rady (celostátního parlamentu Rakouského císařství), kam ho delegoval Korutanský zemský sněm roku 1863 (Říšská rada tehdy ještě byla volena nepřímo, coby sbor delegátů zemských sněmů). 17. června 1863 složil slib. V době svého působení v parlamentu je uváděn jako rytíř Dr. Jakob von Aichenegg, advokát ve Vídni.
Zemřel v červenci 1877 na mrtvici. Jeho nejstarší dcera Modesta se provdala za česko-rakouského právníka a politika Adolfa Weiße.